# Tamás Kancsal
Tamás Kancsal (Budapest, 17 novembre 1951) è un ex pentatleta ungherese.

## Palmarès
In carriera ha conseguito i seguenti risultati:
- Giochi olimpici:

Montréal 1976: bronzo nel pentathlon moderno a squadre.
- Mondiali:

Mosca 1974: argento nel pentathlon moderno a squadre.
Città del Messico 1975: oro nel pentathlon moderno a squadre ed argento individuale.
Budapest 1979: argento nel pentathlon moderno a squadre.